# Anthomyia maculipennis
Anthomyia maculipennis är en tvåvingeart som först beskrevs av Stein 1918.  Anthomyia maculipennis ingår i släktet Anthomyia och familjen blomsterflugor. Inga underarter finns listade i Catalogue of Life.